# Skyclad (nakenhet)

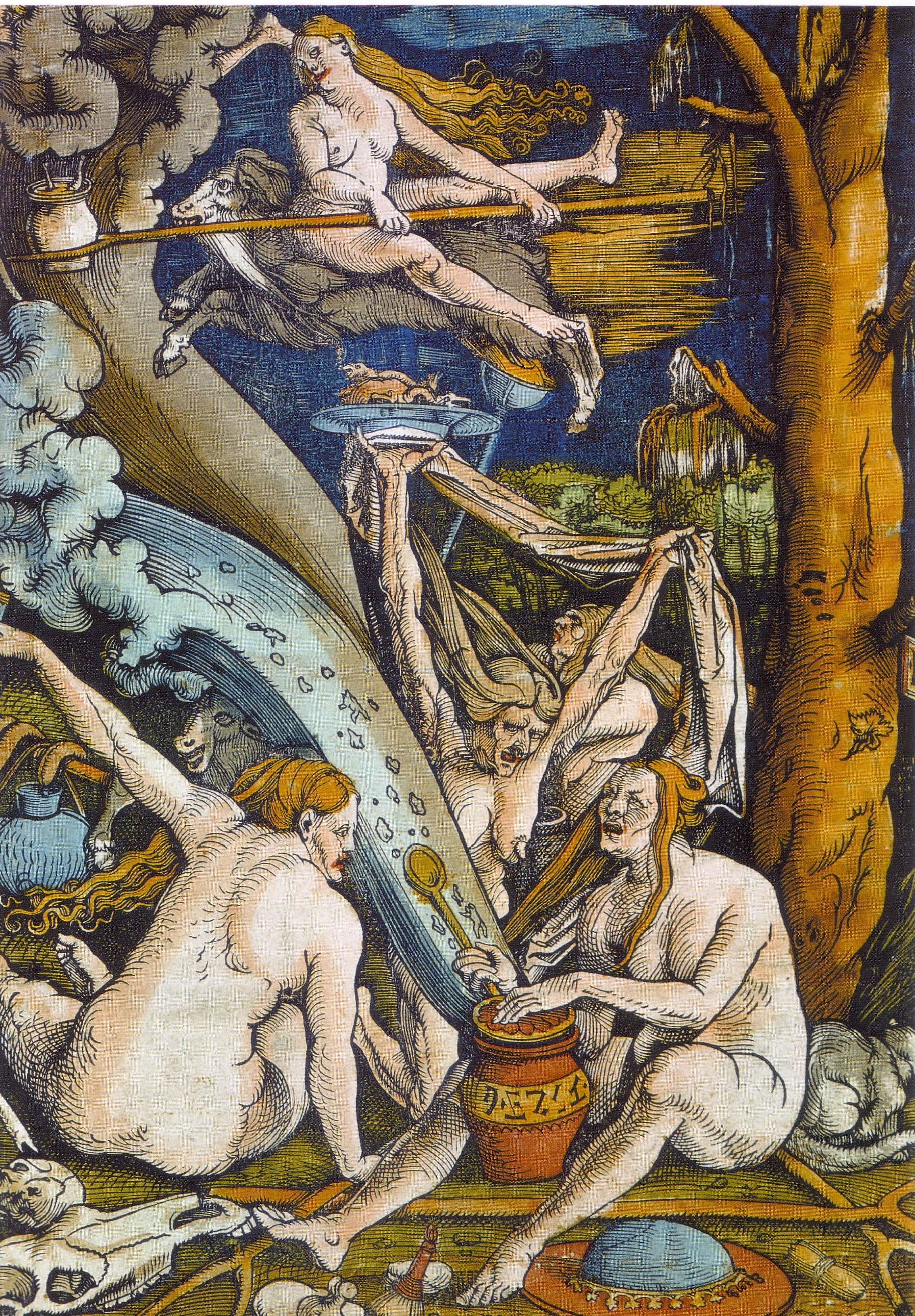
Häxor, teckning av Hans Baldung, 1508.

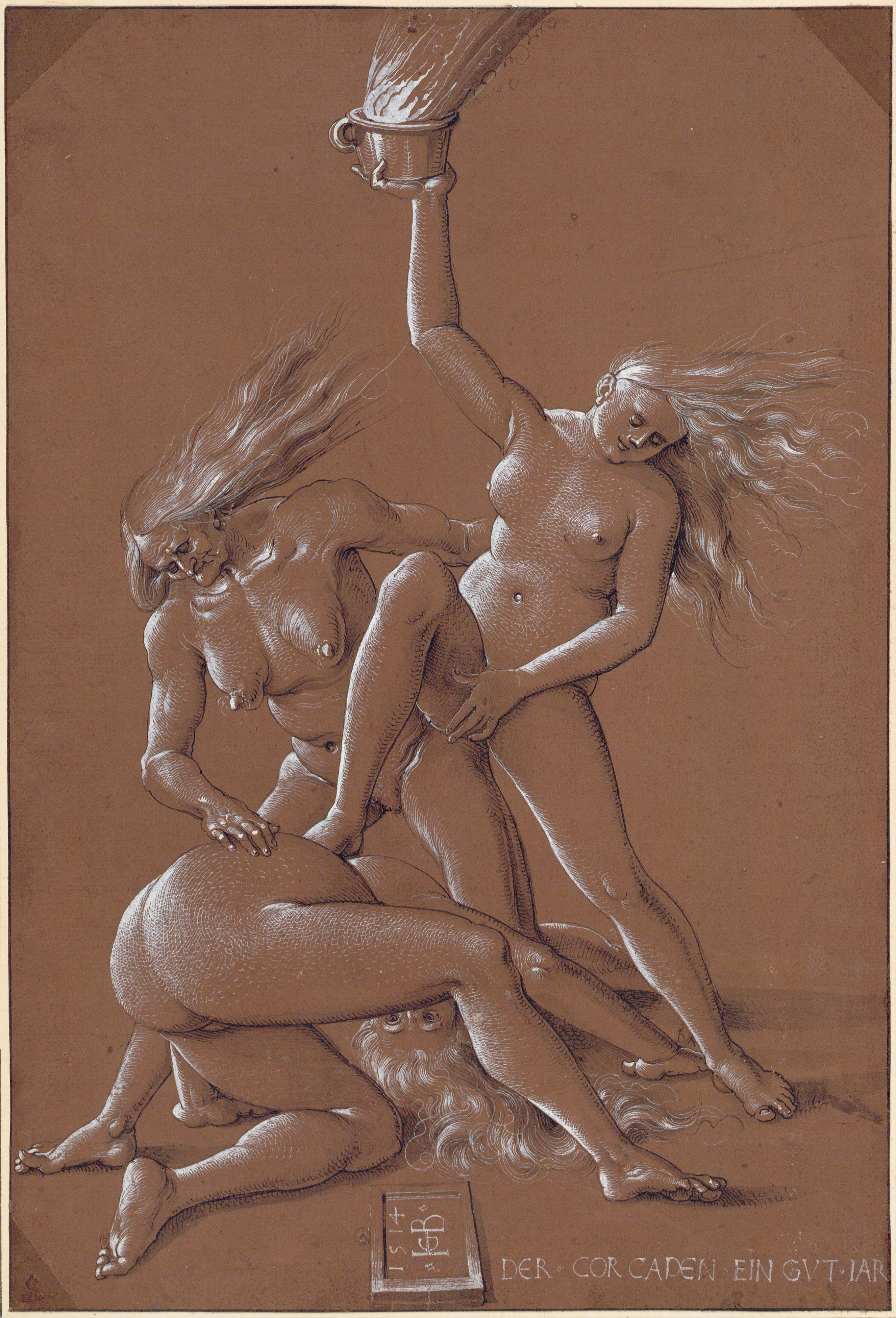
Tre häxor, teckning av Albrecht Dürer, 1514.

Skyclad är inom wicca och andra paganistiska rörelser en term för rituell nakenhet.  Vissa grupper eller traditioner, covens, inom wicca utför ritualer skyclad.
Nakenhet inom äldre trolldom och häxkonst har genom bilder (av Dürer m.fl) från medeltiden och senare ofta visat att riterna utförts under nakenhet. Detta har fått sanktion i modern wicca av Gerald Gardner. I hans bok Witchcraft Today, som publicerades 1954, beskrev han en påstått bevarad tradition av häxkonst som överlevt i hemlighet, i vilken rituell nakenhet var viktig del.  
Gardner hade tillbringat många år i Indien, och kände till traditionen Digambara inom jainismen, en religiös rörelse där männen inte bar kläder. Ordet "skyclad" kommer av ordet Digambara, som just betyder "sky-clad" (luft-klädd).
Ursprunget till Gardners instruktion har senare spårats till folklivsforskaren Charles Godfrey Lelands bok, Aradia, or the Gospel of the Witches, från 1899. Aradia är i boken porträtterad som en messias-gestalt. Hon är sänd till Jorden för att undervisa den förtryckta italienska landsbygdsbefolkningen i häxkonst för att de ska kunna revoltera mot överklassen och katolska kyrkan, och hon håller nedanstående tal, som återges i slutet av bokens första kapitel:
And as the sign that ye are truly free,

Ye shall be naked in your rites, both men

And women also: this shall last until

The last of your oppressors shall be dead;

## Övrigt
Skyclad är även ett brittiskt metal-band med starka influenser av folkmusik, bildat 1990.